# 水部站
水部站（福州話：/t͡sui˥˥ βuɔ˨˦˨/）位于中华人民共和国福建省福州市鼓楼区古田路与建华支巷交叉口，是福州地铁2号线的地铁车站，于2019年4月26日启用。

## 站名来源
古代该地近水，河网密布，交通便利，货船多聚于此集散货物，便筑有码头，故得名“水步”。据《三山志》记载，閩國时期，閩太祖筑夹城，在东南处建有美化门，其内亦有门，据此命名“水步门”。大明时期，东南处城门被误命名为“水部门”并随志书世代流传至今，最终在现代得名“水部”。

## 车站结构
水部站位于古田路下方，站位呈东西走向，主体结构为单柱双跨地下二层车站，地下一层为站厅层；地下二层为站台层，岛式站台；车站全长171米。
| 地面层   | 出入口                               |  | 出入口                 |
| 地下一层 | 站厅                                 |  | 票务服务、自动售票机   |
| 地下二层 | 1                                    |  | 2号线 往苏洋（南门兜） |
| 地下二层 | 岛式站台，列车运行方向左侧的车门开启 |  |                        |
| 地下二层 | 2                                    |  | 2号线 往洋里（紫阳）   |

### 出入口与周边
水部站设置4个出入口，已开放A、C、D共3个出入口，无障碍电梯位于D出入口。
车站周边银行大楼众多，中国工商银行福建省分行大楼（A出入口）、中国建设银行福州城东支行大楼（预留B出入口）、华夏银行福州分行大楼（预留B出入口）、中国邮政储蓄银行大楼（C出入口）。
| 水部站出入口信息            | 水部站出入口信息 | 水部站出入口信息           | 水部站出入口信息 |
| --------------------------- | ---------------- | -------------------------- | ---------------- |
|                             |                  |                            |                  |
| 编号                        | 设施             | 位置                       | 接驳交通         |
| 出口 · A                    |                  | 古田路古乐路交叉路口北侧   | 古田六一路口     |
| 出口 · C                    |                  | 古田路建华支巷交叉路口南侧 | 水部             |
| 出口 · D                    |                  | 古田路古乐路交叉路口西南侧 |                  |
| 注： 设有电梯 \| 设有卫生间 |                  |                            |                  |

## 历史
- 2015年12月18日，水部站围挡动工。[5]
- 2016年11月29日，水部站主体开始二期围挡施工。[4]
- 2019年4月26日，水部站启用。[1]

## 事故
- 2016年12月3日上午11时许，水部站完成电缆割接后的电力施工班组在处理废弃残留电缆时，擅自使用镐头机破除并抽拔卡住的电缆，碰撞到有明显标识标记的300毫米煤气管，造成煤气管道破裂，最终导致工地所在的古田路发生煤气泄漏。事发后福州消防派出9部消防车至现场处置，险情在11时40分得到控制，现场交通于12时15分恢复。肇事者随后被公安机关控制，事故未造成人员伤亡。[6][7]